# Лу Рид
Луис Алан Рид (енгл. Lewis Allan Reed; Бруклин, 2. март 1942 — Ист Хемптон, 27. октобар 2013) био је амерички музичар, певач и текстописац. Био је водећи гитариста, певач и главни текстописац за рок групу Велвет андерграунд, а имао је и соло каријеру која је трајала пет деценија. Група Велвет андерграунд је остварила мали комерцијални успех током свог постојања, али данас се сматрају једном од најутицајнијих група у историји андерграунд и алтернативне рок музике.
Након што је напустио групу 1970. године, Рид је објавио двадесет соло студијских албума. Његов други албум, Transformer (1972), направио је Дејвид Боуи и уредио Мик Ронсон, а донео му је главно признање. Након њега, мање комерцијалан албум Berlin, дошао је на 7. место на UK Albums Chart. Rock n Roll Animal (лајв албум објављен 1974) се много продавао, а Sally Can't Dance (1974) појавио се на 10. месту на Billboard 200, али се неко време Ридова дела нису продавала, што га је водило дубље у зависност од дроге и алкохола. Рид се опоравио почетком осамдесетих година и повратио своју виђеност албумом New Sensations (1984), а критички и комерцијални врхунац своје каријере достигао је 1989. године албумом New York.
Рид је учествовао у обнови групе Велвет андерграунд деведесетих година прошлог века, те је направио неколико нових албума, укључујући албум признања свом ментору Ендију Ворхолу. Допринео је музици кроз две позоришне интерпретације писаца из 19. века, од којих је један развио у албум. Трећу жену оженио је 2008. године, а била је то Лори Андерсон. Снимио је албум Lulu са Металиком. Умро је 2013. године од болести јетре. Ридов препознатљив безизражајан глас, поетични текстови и експериментисање са гитаром били су му заштитни знакови током читаве његове каријере.

## Биографија

### Младост (1942—1964)
Луис Алан Рид је рођен 2. марта 1942. године у Бет Ел болници у Бруклину, а одрастао је у Фрипорту, на Лонг Ајлeнду. Његова породица била је јеврејска; његов отац је променио презиме из Рабиновиц у Рид. Рид је рекао да, иако је био Јевреј, његов прави бог био је рокенрол.
Рид је похађао Аткинсон основну школу у Фрипорту, а завршио је Фрипорт средњу школу. Његова сестра Мерил, рођена као Елизабета Рид, рекла је да је, као адолесцент, Рид патио од паничних напада, постао социјално неспретан и "поседовао је фрагилан темперамент" али се јако фокусирао на ствари које је волео, пре свега музику. Научио је да свира гитару уз помоћ радија, а развио је интерес у рокенрол и ритам и блуз, а током средње школе свирао је у неколико група.
Са 16 година почео је да експериментише са дрогама. Свој први снимак направио је као члан групе Џејдс. Његова љубав према свирању и жеља да свира на свиркама, довела га је у сукоб са његовим узнемиреним и непопустљивим родитељима. Његова сестра се присетила да је током прве године факултета доведен кући, након што је имао нервни слом, након чега је неко време остао "депресиван, анксиозан и неспособан да друштвено одговара" и да њу му родитељи имали потешкоћа борећи се с тим. Посетивши психолога, Ридови родитељи су натерани да се осећају кривим као неадекватни родитељи и пристали су на електроконвулзивну терапију. Рид је изгледао да криви свог оца за лечење којем је био подвргнут. О овом искуству писао је у песми из 1974. године "Kill Your Sons". Рид се касније присетио искуства као трауматичног и разлога који је водио до губитка памћења. Веровао је да је лечен како би изгубио осећаје хомосексуалности. Након Ридове смрти, његова сестра је негирала да је електрокнвулзивна терапија имала за циљ сузбијање његових "хомосексуалних нагона", тврдећи да њихови родитељи нису хомофобични али су им доктори рекли да је ова терапија била неопходна за лечење Ридових менталних проблема и проблема са понашањем.
Након његовог опоравка од болести и повезаног лечења, Рид је наставио своје образовање на Сиракуском универзитету 1960. године, студирајући новинарство, режију филмова и креативно писање.

### Пиквик и Велвет андерграунд (1964—1970)
Рид се преселио у Њујорк 1964. године како би писао песме за Пиквик рекордс. Исте године написао је и снимио сингл "The Ostrich", пародију на популарну денс песму тог времена, у којој су се налазили стихови као што је "put your head on the floor and have somebody step on it" ("стави главу на под и пусти неког да стане на њу"). Његови шефови су сматрали да ова песма има потенцијал и направили су групу која ће му помоћи да је промовише. Ad hoc група, названа "the Primitives", састојала се од велшког музичара Џона Кејла, који се скоро доселио у Њујорк како би студирао музику.
Рид и Кејл (који је свирао виолу, клавијатуру и бас гитару) живели су заједно на Ловер Ист Сајд, а позвали су Ридовог познаника са факултета, гитаристу Стерлинга Морисона и Кејловог комшију бубњара Ангуса Маклиза да се придруже групи, те су тако формирали Велвет андерграунд. Када се појавила прилика да одсвирају свој први свирку у Сумит средњој школи у Сумиту у Њу Џерзију, Маклиз је напустио јер је веровао да је прихватање новца за уметност "продаја" и није желео да учествује у структурисаној свирци. На месту бубњара заменила га је Мо Такер, која је требало да остане само за тај један наступ, али је ускоро постала пуноправни члан групе са својим бубњевима као саставни део звука групе, упркос Кејловим почетним приговорима. Иако је имала мали комерцијални успех, група се сматра једном од најутицајнијих у рок историји. Рид је био главни певач и писац песама за групу.
Групу је убрзо запазио Енди Ворхол. Један од првих Ворхолових доприноса био је да их укључи у Exploding Plastic Inevitable. Ворхолови сарадници инспирисали су многе Ридове песме како је улазио у успешну, дволичну уметничку сцену. Рид је ретко давао интервјуе без одавања почасти Ворхолу као ментору. Ворхол је наговорио групу да прихвати немачког некадањег модела и певачицу Нико у бенд. Упркос његовом отпору у почетку, Рид је написао неколико песама за њу које је отпевала, а њих двоје су накратко били у вези.

## Смрт, наслеђе и почасти
Рид је патио од хепатитиса и шећерне болести неколико година. Вежбао је тајђићуен последњих година свог живота. Лечен је интерфероном, али је развио тумор јетре. Маја 2013. године отишао је на трансплантацију јетре у Кливленд Клинику. Након тога, на својој интернет страници, написао је да се осећа "веће и јаче" него икад, али је 27. октобра 2013. године преминуо од обољења јетре у својој кући у Ист Хемптону у Њујорку, у 71. години живота. Кремиран је, а пепео је дат породици.
Његова удовица Лори Андерсон рекла је да је своје последње дане провео у миру, а описала га је као "принца и борца". Дејвид Бирн, Пети Смит, Дејвид Боуи, Мориси, Иги Поп, Кортни Лав, Лени Кравиц, као и многи други, одали су почаст Риду. Некадашњи чланови Велвет андерграунд Мо Такер и Џон Кејл дали су изјаве поводом Ридове смрти, а многе угледне личности које су далеко изван музичке индустрије одале су почаст, као што су кардинал Ђанфранко Равази.
Перл џем је посветио своју песму "Man of the Hour" Риду на њиховом наступу у Балтимору, а затим су отпевали "I'm Waiting for the Man". На дан његове смрти, Килерси су посветили своје извођење песме "Pale Blue Eyes" Риду на фестивалу Life is Beautiful у Лас Вегасу, Мај морнинг џекет извели су кавер верзију "Oh! Sweet Nuthin" у Калифорнији, док су Арктик манкиз извели "Walk on the Wild Side" у Ливерпулу.
Ридова имовина процењена је на 30 милиона долара, од чега се 20 милиона накупило након његове смрти. Све је оставио својој жени и сестри.
Ридово приступање Рокенрол кући славних као соло извођача објављено је 16. децембра 2014. године. На церемонији у Кливленду 18. априла 2015. године представила га је Пети Смит. Књига Lou Reed: A Life објављена је 2017. године од стране критичара Ентонија Декуртиса.

## Дискографија
| Соло - Lou Reed (1972) - Transformer (1972) - Berlin (1973) - Sally Can't Dance (1974) - Metal Machine Music (1975) - Coney Island Baby (1976) - Rock and Roll Heart (1976) - Street Hassle (1978) - The Bells (1979) - Growing Up in Public (1980) - The Blue Mask (1982) - Legendary Hearts (1983) - New Sensations (1984) - Mistrial (1986) | - New York (1989) - Magic and Loss (1992) - Set the Twilight Reeling (1996) - Ecstasy (2000) - The Raven (2003) - Hudson River Wind Meditations (2007) Сарадње - Songs for Drella (1990) (са Џоном Кејлом) - Lulu (2011) (са Металиком) Велвет андерграунд - The Velvet Underground & Nico (1967) - White Light/White Heat (1968) - The Velvet Underground (1969) - Loaded (1970) |

## Филмографија
| Година | Оригиналан назив                    | Улога                     |
| ------ | ----------------------------------- | ------------------------- |
| 1980   | One-Trick Pony                      | Стив Канелијан            |
| 1983   | Get Crazy                           | Оден                      |
| 1983   | Rock & Rule                         | Моков глас кад пева       |
| 1988   | Permanent Record                    | себе                      |
| 1993   | Faraway, So Close!                  | себе                      |
| 1995   | Blue in the Face                    | човек са чудним наочарима |
| 1997   | Closure                             | себе                      |
| 1998   | Lulu on the Bridge                  | Онај Који Није Лу Рид     |
| 2001   | Prozac Nation                       | себе                      |
| 2008   | Berlin: Live at St. Ann's Warehouse | себе                      |
| 2008   | Palermo Shooting                    | себе                      |
| 2009   | Arthur and the Revenge of Maltazard | Емперор Малтазард (глас)  |
| 2010   | Arthur 3: The War of the Two Worlds | Емперор Малтазард (глас)  |
| 2010   | Red Shirley                         | директор, интервјуер      |
| 2016   | Danny Says                          | субјекат                  |